# Șaloikî, Kozeleț
Șaloikî (în ucraineană Шалойки) este un sat în comuna Lemeși din raionul Kozeleț, regiunea Cernihiv, Ucraina.

## Demografie
Componența lingvistică a localității Șaloikî
     Ucraineană (100%)
Conform recensământului din 2001, toată populația localității Șaloikî era vorbitoare de ucraineană (100%).